# Ardisia colonensis
Espèce
Statut de conservation UICN

 EN B1+2bd : En danger
Ardisia colonensis est une espèce de plantes à fleurs de la famille des Primulaceae. Originaire de Panama, elle est en danger d'extinction d'après l'Union internationale pour la conservation de la nature (UICN).

## Description
Cette espèce a été décrite en 1976 par le botaniste Cyrus Longworth Lundell (1907-1994). En classification classique de Cronquist (1981) et en classification phylogénétique APG II (2003) le genre Ardisia était assigné à la famille des Myrsinaceae.

## Répartition géographique
Cette espèce est originaire du pays suivant : Panama.